# Ваццола
Ваццола (італ. Vazzola, вен. Vazoła) — муніципалітет в Італії, у регіоні Венето, провінція Тревізо.
Ваццола розташована на відстані близько 440 км на північ від Рима, 45 км на північ від Венеції, 22 км на північний схід від Тревізо.
Населення — 7001 особа (2014).
Щорічний фестиваль відбувається 24 червня. Покровитель — святий Іван Хреститель.

## Демографія
Населення за роками:

Станом на 1 січня 2023 року в муніципалітеті офіційно проживало 912 іноземців з 46 країн, серед них 193 громадяни країн Євросоюзу та 11 громадян України.

## Сусідні муніципалітети
- Чимадольмо
- Кодоньє
- Фонтанелле
- Марено-ді-П'яве
- Сан-Поло-ді-П'яве